# Luka Ludbreška
Luka Ludbreška is een plaats in de gemeente Sveti Đurđ in de Kroatische provincie Varaždin. De plaats telt 276 inwoners (2001).